# Гудогай (станция)
Гудога́й (бел. Гудагай) — железнодорожная станция в Островецком районе Гродненской области, конечная станция для поездов региональных линий со стороны Белоруссии. Станция расположена в 7 километрах от границы Белоруссии и Литвы. Здесь находится железнодорожный пограничный пункт пропуска «Гудогай».
Станция расположена в одноимённом посёлке Гудогай, в 4 километрах от города Островец.
В сентябре 2017 года открыто движение поездов на электротяге.

## Дальнее сообщение
B среднем за сутки через станцию проходят 6 пар пассажирских поездов и 14-16 грузовых. Помимо этого, в сезон отсюда отправляется урожай сахарной свёклы, на регулярной основе сюда поступают грузы стройматериалов для нужд Белорусской АЭС и удобрения для местных предприятий сельского хозяйства.
По состоянию на декабрь 2014 год станция отправляет и принимает поезда следующих направлений:
| № поезда | Маршрут движения              | № поезда | Маршрут движения              |
| -------- | ----------------------------- | -------- | ----------------------------- |
| 29       | Москва — Калининград/Вильнюс  | 30       | Калининград/Вильнюс — Москва  |
| 79       | Санкт-Петербург — Калининград | 80       | Калининград — Санкт-Петербург |
| 147      | Москва — Калининград          | 148      | Калининград — Москва          |
| 359      | Адлер — Калининград           | 360      | Калининград — Адлер           |
| 425      | Челябинск — Калининград       | 426      | Калининград — Челябинск       |
| 801      | Минск — Вильнюс               | 802      | Вильнюс — Минск               |
| 803      | Минск — Вильнюс               | 804      | Вильнюс — Минск               |
| 805      | Минск — Вильнюс               | 806      | Вильнюс — Минск               |
| 807      | Минск — Вильнюс               | 808      | Вильнюс — Минск               |